# Glory (Lied)
Glory ist ein Lied des Rappers Common und des Sängers John Legend. Das Lied erschien am 11. Dezember 2014 über Columbia Records. Es handelt sich dabei um das Titellied des Films Selma (2014). Der Song wurde mit einem Oscar als Bester Song, einem Golden Globe als Bester Filmsong und einem Grammy Award als „Bester Song geschrieben für visuelle Medien“ ausgezeichnet.

## Hintergrund
Glory wurde von John Legend, Common und Rhymefest als Titelsong für das Bürgerrechtsdrama Selma geschrieben. Der Film behandelt die Selma-nach-Montgomery-Märsche 1965. Common selbst hat eine Rolle als James Bevel. John Legend produzierte den Song, der im Film während des Abspanns läuft. Musikalisch besteht der Song aus zwei Parts. John Legend singt den Refrain im Stil einer Gospel, während Common die beiden Strophen als Rap darbietet. Der Text, der vor allem Martin Luther King und die Selma-nach-Montgomery-Märsche beschreibt, nimmt ebenso Bezug auf weitere Ereignisse. So gibt es Referenzen an Rosa Parks sowie an den Todesfall Michael Brown. Beiden Künstlern war es wichtig, den aktuellen Zeitbezug herzustellen und zu zeigen, dass in Bezug auf die Bürgerrechte in den Vereinigten Staaten zwar schon viel erreicht sei, aber noch ein weiter Weg vor ihnen liege. Beim Songwriting ließ sich Common von Legends Refrain beeinflussen.
Der Song wurde anlässlich des 50-jährigen Jubiläums 2015 auf der Edmund Pettus Bridge, also dem Originalschauplatz des Marsches, von den beiden Künstlern aufgeführt, als das Filmteam den Marsch nachstellte.

## Musikvideo
Das Musikvideo zum Song wurde am 12. Januar 2015 von Common auf seinem offiziellen YouTube-Kanal von Vevo veröffentlicht. Kurz vorher wurde der Song mit einem Golden Globe Award ausgezeichnet. Das von Paramount Pictures produzierte Video zeigt John Legend am Klavier und Common auf einer Bühne. Dazu werden Filmausschnitte aus Selma eingespielt.

## Rezeption
Bei der Oscarverleihung 2015 erhielten Common und John Legend einen Oscar für den besten Filmsong. Das Duo spielte den Song bei der Verleihung nur wenige Minuten, bevor Idina Menzel und John Travolta den Award übergaben. Glory setzte sich damit gegen Everything Is Awesome von Shawn Patterson (aus The LEGO Movie), Grateful von Diane Warren (aus Beyond the Lights), I’m Not Gonna Miss You von Glen Campbell und Julian Raymond (aus Glen Campbell: I’ll Be Me) und Lost Stars von Gregg Alexander und Danielle Brisebois (aus Can a Song Save Your Life?) durch. Nach Lose Yourself von Eminem und It’s Hard Out Here for a Pimp von Three 6 Mafia ist es der dritte Rapsong, der bei den Oscar Awards erfolgreich war. Bereits vorher hatten die beiden einen Grammy Award und einen Golden Globe für den Song gewonnen. Für beide war es der erste Oscar.
Auch kommerziell war der Song, der sowohl als Teil des Soundtrack-Albums als auch als Download erschien, erfolgreich.
| ChartsChartplatzierungen       | Höchstplatzierung | Wochen |
| ------------------------------ | ----------------- | ------ |
| Österreich (Ö3)                | 47 (1 Wo.)        | 1      |
| Schweiz (IFPI)                 | 38 (1 Wo.)        | 1      |
| Vereinigtes Königreich (OCC)   | 62 (1 Wo.)        | 1      |
| Vereinigte Staaten (Billboard) | 49 (3 Wo.)        | 3      |